# Grand Central Dispatch
Grand Central Dispatch – technologia opracowana przez firmę Apple, której celem jest zwiększenie wsparcia dla aplikacji 64-bitowych działających w systemie Mac OS X 10.6 (Snow Leopard) na wielordzeniowych procesorach.
Architektura ta została zaprojektowana w taki sposób, aby programiści mieli możliwość łatwego wykorzystania wielordzeniowych procesorów oferowanych obecnie na rynku. Możliwe jest to dzięki podziałowi zadań na bloki, które system operacyjny kieruje do niezajętych rdzeni procesora. GCD dynamicznie przyznaje odpowiednią liczbę „bloków” – zależnie od potrzeb – pośród wszystkich dostępnych rdzeni. Grand Central Dispatch dba o to, aby każdy program nie miał przyznanej większej mocy obliczeniowej, niż potrzebuje w danej chwili.